# СОИП — Интерамерички извиђачки регион
Интерамерички извиђачки регион је један од шест региона Светске организације извиђачког покрета (СОИП). Чине га 32 националне извиђачке организације. По подацима СОИП-а из 2005. године у Интерамеричком извиђачком региону има око 6.400.000 извиђача.
Интерамерички извиђачки регион обухвата територију Северне Америке, Јужне Америке, Хаваје, као и многобројне зависне државе (острва) у Карипском мору.

## Државе чланице
У табели испод налази се списак држава које улазе у састав Интерамеричког извиђачког региона. У табели се налазе подаци о броју чланова националних организација, години оснивања извиђачких покрета у датим земљама, као и година њиховог учлањења у Светску организацију извиђачког покрета
| Р. Б. | Земља                     | Број чланова | Година оснивања извиђачког покрета | Година учлањења у СОИП |
| 1     | Аргентина                 | 46,264       | 1912                               | 1922                   |
| 2     | Бахама                    | 1,017        | 1913                               | 1974                   |
| 3     | Барбадос                  | 2,738        | 1912                               | 1969                   |
| 4     | Белизе                    | 2,376        | 1911                               | 1987                   |
| 5     | Боливија                  | 7,829        | 1915                               | 1950                   |
| 6     | Бразил                    | 59,057       | 1910                               | 1922                   |
| 7     | Венецуела                 | 16,221       | 1913                               | 1937                   |
| 8     | Гренада                   | 1,665        | 1924                               | 1979                   |
| 9     | Гватемала                 | 11,272       | 1928                               | 1930                   |
| 10    | Гвајана                   | 424          | 1909                               | 1967                   |
| 11    | Доминика                  | 1,100        | 1929                               | 1990                   |
| 12    | Доминиканска Република    | 8,899        | 1926                               | 1930                   |
| 13    | Еквадор                   | 4,132        | 1920                               | 1922                   |
| 14    | Јамајка                   | 3,181        | 1910                               | 1963                   |
| 15    | Канада                    | 146,250      | 1909                               | 1946                   |
| 16    | Колумбија                 | 14,045       | 1917                               | 1933                   |
| 17    | Костарика                 | 5,050        | 1915                               | 1925                   |
| 18    | Мексико                   | 28,963       | 1920                               | 1926                   |
| 19    | Никарагва                 | 1,541        | 1937                               | 1948                   |
| 20    | Панама                    | 1,868        | 1924                               | 1924-1936 и од 1950    |
| 21    | Парагвај                  | 1,075        | 1960                               | 1962                   |
| 22    | Перу                      | 9,147        | 1916                               | 1922                   |
| 23    | Салвадор                  | 3,970        | 1938                               | 1940                   |
| 24    | Света Луција              | 393          | 1935                               | 1993                   |
| 25    | Свети Винсент и Гренадини | 549          | 1924                               | 1990                   |
| 26    | Суринам                   | 2,601        | 1924                               | 1968                   |
| 27    | Сједињене Америчке Државе | 5,970,203    | 1909                               | 1922                   |
| 28    | Тринидад и Тобаго         | 4,176        | 1911                               | 1963                   |
| 29    | Уругвај                   | 3,003        | 1946                               | 1950                   |
| 30    | Хаити                     | 9,859        | 1932                               | 1932                   |
| 31    | Хондурас                  | 3,031        | 1952                               | 1957                   |
| 32    | Чиле                      | 35,189       | 1909                               | 1922-1971 и од 1974    |